# Lista över konflikter i Mellanöstern
Detta är en lista över konflikter i Mellanöstern.
- Israel–Palestina-konflikten – konflikt sedan 1948
  - Arab-israeliska konflikten – motsättningarna mellan Israel och staterna i Arabförbundet sedan 1948
  - Israel–Libanon-konflikten – beteckning på den mellanstatliga relationen, och följande räcka av militära sammandrabbningar, invasioner, ockupationer och krig, mellan Israel, Libanon och flera icke-reguljära miliser som agerat inifrån Libanon
- Iranska revolutionen – revolution mot den iranska Shahen (absolut monarki) 1979, resulterade i en teokratisk diktatur
- Iran–Saudiarabien-konflikten – rivaliteten mellan Saudiarabien och Iran 1979–nutid
- Iran–Israel-konflikten – motsättningarna mellan Iran och Israel 1979–nutid
- Iran–Irak-kriget väpnad konflikt 1980–1988
- Ockupationen av Irak 2003–2004 och Kriget mot terrorismen – aktioner av utländska aktörer, framför allt USA, i Irak och närliggande länder 2001–nutid
- Irakiska inbördeskriget –  stridigheter i Irak 2011–nutid
- Syriska inbördeskriget – stridigheter i Syrien 2011–nutid
- Libanon–Syrien-konflikten – motsättningarna mellan Libanon och Syrien
- Arabiska våren – uppror mot ett flertal diktaturer i arabvärlden, framför allt 2010–2011
- Kurdistanfrågan – motsättningar mellan kurder och muslimer i Irak, Turkiet, Syrien och Iran